# Montbartier
Montbartier település Franciaországban, Tarn-et-Garonne megyében. Lakosainak száma 1727 fő (2022. január 1.). Montbartier Bessens, Bressols, Campsas, Finhan, Labastide-Saint-Pierre, Monbéqui és Montech községekkel határos.

## Emlékmű

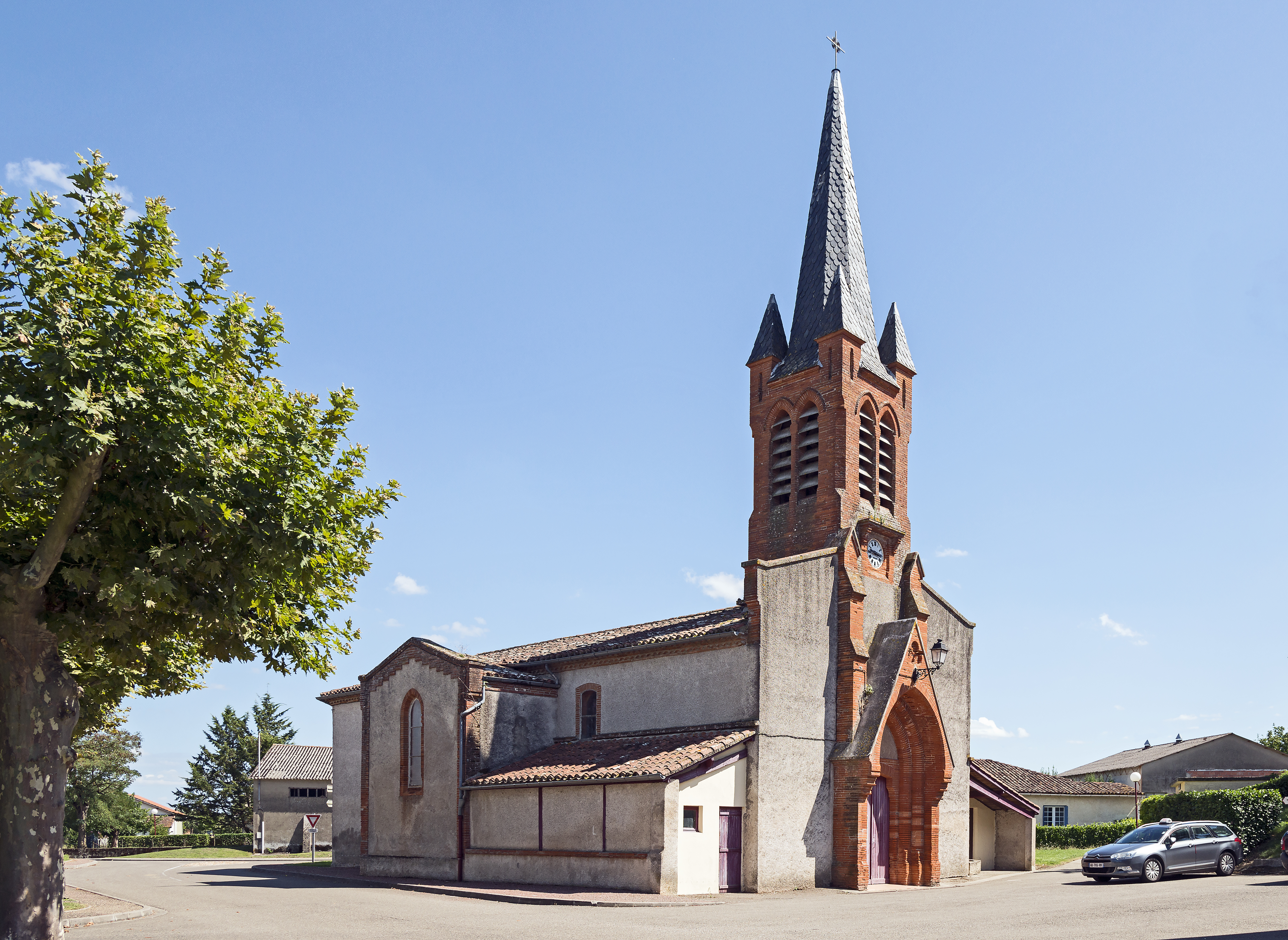
a templom
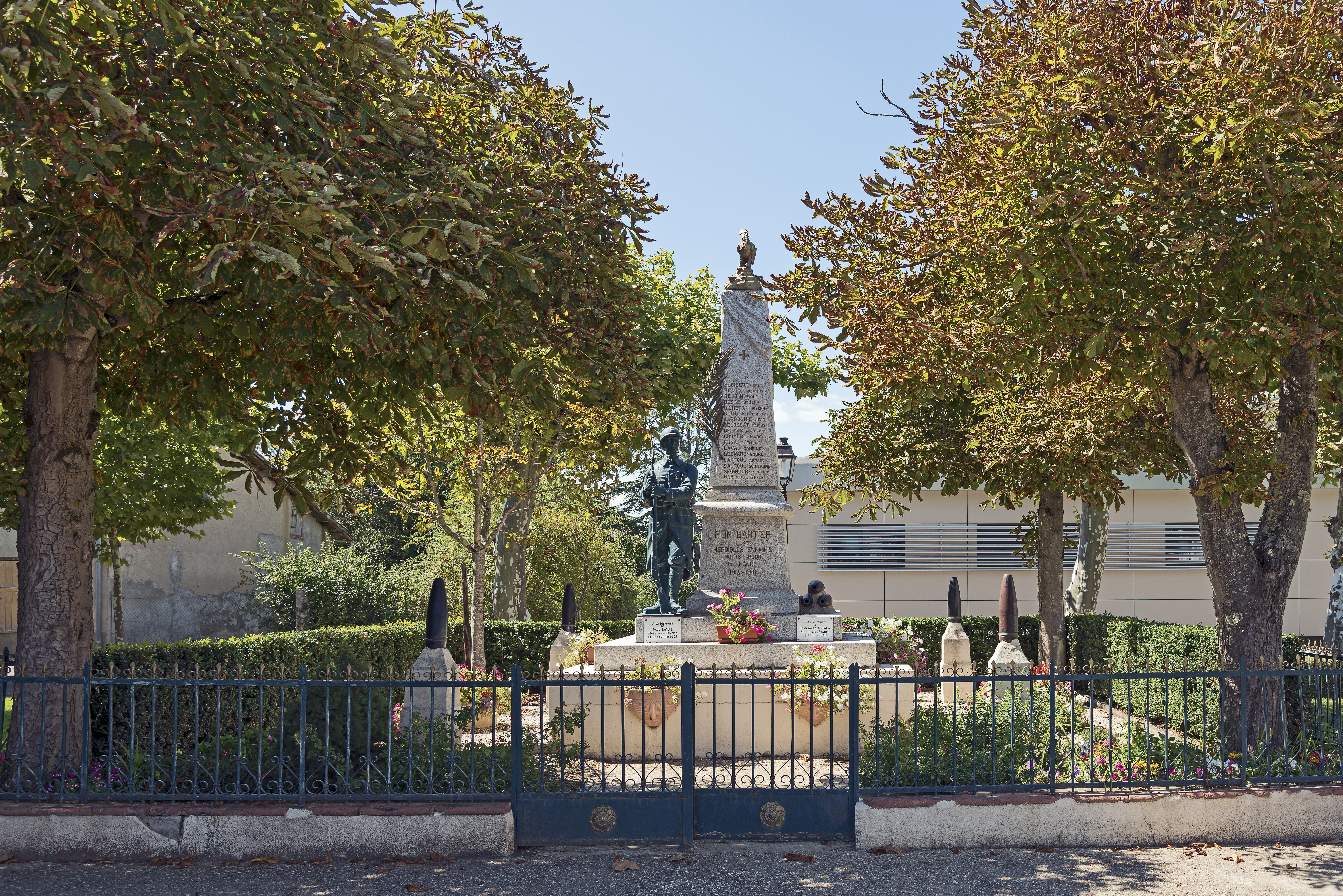
A háborús emlékmű

## Népesség
A település népessége az elmúlt években az alábbi módon változott:
| Lakosok száma | 1233 | 1253 | 1305 | 1331 | 1388 | 1474 | 1558 | 1643 | 1727 |
|               | 2013 | 2015 | 2016 | 2017 | 2018 | 2019 | 2020 | 2021 | 2022 |